# 爆裂物
爆裂物分為軍用、商用、急造及自然四種，軍用爆裂物的威力比較大，爆炸性化學品製作的軍用及商用爆裂物屬於管制物品。急造則以身邊所有的可用物品，以一定比例混合而成。需要具有相關知識及訓練才能製作，其威力依混合比例而不同。混合製作過程極度危險，將爆裂物製作方法公佈在某些國家是屬於違法的行為。
爆裂物的爆炸原因可分為人為因素與意外事故兩種。

## 種類
爆裂物大致上可分為下列幾種：
- 爆炸性化學品
  - 炸藥
  - 火藥
- 儲存可燃性物質之容器

火災或受熱時會引發爆炸
- 高壓氣體
- 可燃性或爆炸性氣體

環境中存在濃度達一定值以上點火會引發火災或爆炸
- 其他

## 分類

### 軍用
通常用做武器、障礙排除等用途，如：
- 炸藥
- 彈藥
- 炸彈/深水炸彈
- 飛彈
- 魚雷
- 水雷
- 地雷
- 火炮
- 无后座力炮
- 手榴彈
- 火箭弹发射器
- 火箭炮
- 反潛火箭
- 其他

### 商用
通常用於工業、工程、民生、學術用途上，如：
- 工業、工程
  - 炸藥爆破
    - 拆除工程
    - 交通工程
    - 水利工程
    - 隧道工程
    - 採礦工程

  - 化學工業
    - 炸藥、火藥、火箭發射藥製造業
    - 煙火工業
    - 爆竹工業
    - 氣體工業
    - 化學品工業
    - 石油化學工業
    - 其他

  - 軍火工業
  - 高壓氣體
    - 氣體鋼瓶
    - 氣體儲槽
    - 易燃氣體輸送管線

- 學術
  - 高壓氣體
  - 性質研究
- 民生用途
  - 瓦斯桶罐
  - 煙火
  - 爆竹
  - 天然氣管
  - 蒸氣管

### 急造
通常用於下列用途：
- 性質研究
- 自殺
- 蓄意攻擊
  - 恐怖攻擊
  - 自殺攻擊
  - 獨立運動
  - 表達不滿
  - 刺殺、殺人、暗殺、復仇等

### 自然
指自然產生具可燃性氣體或物質在密閉空間長期聚集形成的爆裂物。
- 沼氣
- 天然氣
- 其他

## 爆炸原因

### 人為
通常是指人為引發或開啟引信等行為導致爆炸，如：
- 在高危險場所抽菸、丟擲菸蒂、點燃打火機、火柴或點煙器，及其他火源引起火災、爆炸
- 開啟、點燃、觸發、拉扯、振動、引發、撞擊引信
- 操作流程、實驗步驟、處理作業流程不當
- 發射飛彈、魚雷、火箭炮等
- 丟擲、投擲爆裂物
- 觸碰或撞擊爆裂物
- 擊發火炮、彈藥
- 啟動定時裝置
- 遙控爆炸
- 縱火
- 其他

### 意外
通常是指因為其他因素導致物質或爆裂物發生爆炸之現象，如：
- 環境存在一定濃度以上的可燃性或爆炸性物質（懸浮粒子、粉塵、氣體）經點火、火花、靜電造成粉塵爆炸或氣體爆炸
- 鋼瓶、管線因氫脆現象、水鎚現象、連接點鬆脫、缺陷、侵蝕、老舊或內部壓力超過容許值等導致無法承受內部壓力造成爆炸
- 工作現場作業疏失或事故波及（化學工廠爆炸、爆竹工廠爆炸、粉塵爆炸、氣體爆炸等）
- 可燃性或爆炸性物質儲存設施（備）管理不當或事故波及（彈藥庫爆炸、加油站爆炸）
- 化學品與容器或環境物質進行化學反應生成更不穩定之爆炸性物質
- 高壓氣體、高溫高壓蒸氣之輸送管線或儲存設備爆炸
- 運輸工具事故意外（油罐車爆炸、飛機失事爆炸等）
- 運輸工具或人民誤觸地雷、水雷、未爆彈
- 可燃性氣體外洩意外（瓦斯氣爆）
- 挖掘工程時意外撞擊未爆彈或挖破（斷）可燃氣體管線
- 化學或核反應失控
- 沼氣爆炸
- 靜電
- 火災
- 其他

#### 自然
- 雷擊
- 森林火災
- 天然災害
- 其他